# Kikuchiana trichosticha
Kikuchiana trichosticha är en fjärilsart som beskrevs av George Francis Hampson 1897. Kikuchiana trichosticha ingår i släktet Kikuchiana och familjen tandspinnare. Inga underarter finns listade i Catalogue of Life.